# Aleksiej Niegoda
Aleksiej Ignatjewicz Niegoda, Ołeksij Hnatowycz Nehoda (ros. Алексей Игнатьевич Негода, ukr. Олексій Гнатович Негода, ur. 5 października?/18 października 1909 w Iczni, zm. 1 stycznia 1975 w Dniepropetrowsku) – radziecki wojskowy, pułkownik, Bohater Związku Radzieckiego (1945).

## Życiorys
Urodził się w ukraińskiej rodzinie chłopskiej. Skończył szkołę rolniczą i radziecką szkołę partyjną, od 1931 służył w Armii Czerwonej, w 1939 ukończył kursy doskonalenia kadry dowódczej. W 1938 brał udział w walkach nad jeziorem Chasan. Od 1941 należał do WKP(b), od października 1941 uczestniczył w wojnie z Niemcami, w 1942 ukończył przyśpieszony kurs Akademii Wojskowej im. Frunzego, później był m.in. dowódcą 171 Dywizji Piechoty 3 Armii Uderzeniowej 1 Frontu Białoruskiego w stopniu pułkownika, która brała udział w operacji rzeczycko-dźwińskiej, madońskiej, ryskiej, operacji warszawsko-poznańskiej i pomorskiej, a w kwietniu 1945 przełamała silnie ufortyfikowaną obronę przeciwnika na zachodnim brzegu Odry i wzięła udział w walkach o Berlin, w tym w szturmie Reichstagu 30 kwietnia. Po wojnie kontynuował służbę w armii do 1951, gdy został zwolniony do rezerwy.

## Odznaczenia
- Złota Gwiazda Bohatera Związku Radzieckiego (29 maja 1945)
- Order Lenina
- Order Czerwonego Sztandaru (dwukrotnie)
- Order Kutuzowa II klasy
- Order Czerwonej Gwiazdy
- Medal „Za zasługi bojowe”
- Medal „Za zwycięstwo nad Niemcami w Wielkiej Wojnie Ojczyźnianej 1941–1945”
- Medal „Za wyzwolenie Warszawy”
- Medal „Za zdobycie Berlina”
- Medal za Warszawę 1939–1945 (Polska Ludowa)